# 長鼻梅氏鯿
長鼻梅氏鳊（学名：Metzia longinasus），又稱長鼻梅茨魚，為輻鰭魚綱鯉形目鲴科梅氏鳊属的其中一種。分布於亞洲中國廣西壯族自治區都安縣紅水河流域，本魚體側扁，口上位，側線明顯，側線鱗43-44枚，體色銀白色，背部灰色，體側中央延側線有一條黑色斑點組成的縱紋，背鰭軟條7枚，臀鰭軟條13-14枚、脊椎骨40-41枚，體長可達12.9公分，棲息在地下河川底中層水域，生活習性不明。

## 扩展阅读
維基物種上的相關：長鼻梅氏鳊